# Міхаліс Константіну
Міхаліс Константіну (грец. Μιχάλης Κωνσταντίνου; нар. 19 лютого 1978, Паралімні, Кіпр) — кіпріотський футболіст, нападник. Виступав за національну збірну Кіпру, найкращий бомбардир національної команди (32 голи в 35-х матчах). Виступав за грецькі клуби «Іракліс», «Панатінаїкос» та «Олімпіакос».

## Клубна кар'єра

### Ранні роки
Народився у Паралімні, розпочав займатися професіональним футболом за команду рідного міста «Енозіс Неон Паралімні», у футболці якого в сезоні 1996/97 років відзначився 17-ма голами у 25 матчах та став найкращим бомбардиром чемпіонату Кіпру.

### «Іракліс»
У 1997 році отримав запрошення від грецького «Іракліса», за чотири сезони відзначився 61-м гол у 119 матчах, а також грав у Кубку УЄФА.

### «Панатінаїкос»
У 2001 році за угодою, за якою троє гравців «Панатінаїкоса» перейшли в «Іракліс», Константіну перейшов у «Панатинаїкос» за 15 мільйонів євро. Це була вдала покупка, але багато хто вважав, що молодий кіпріотський форвард коштує менше, ніж витрати «Панатинаїкосу» у 15 мільйонів євро (2,7 мільярдів драхм) — найвища цифра, яку коли-небудь платили за гравця у грецькій Суперлізі. За рік повинен був отримувати 700 мільйонів драгм. З «Панатинаїкосом» отримав можливість грати в Лізі чемпіонів, заслуживши похвалу за свою гру в атаці. Там він зустрівся з португальськими гравцями Паулу Созою, а потім і Робертом Ярні, допоміг «Панатінаїкоса» пройти довгий шлях у турнірі. Відзначився голом з 45-метрів під час повернення на «Камп Ноу» у чвертьфіналі проти «Барселони» в сезоні 2001/02. Здавалося, «Панатінаїкос» забезпечив вихід у півфінал, оскільки іспанцям потрібно було забити щонайменше 3 м'ячі. «Барса», однак, здійснила камбек і перемогла з рахунком 3:1, вийшовши до півфіналу.
У сезоні 2004/05 на його рахунку 15 голів. Константіну забив чемпіонам у переможному (1:0) домашньому поєдинку, наприкінці сезону Константіну не продовжив угоду з «Панатинаїкосом», оскільки заявив, що збирається продовжити свою футбольну кар'єру в сильнішому чемпіонаті, щоб отримати кращий досвід.
Однак влітку так і не підписав контракт із зарубіжним клубом, а приєднався до «Олімпіакоса».

### «Олімпіакос»
Як гравець «Олімпіакоса» виграв зі своєю командою золотий дубль у сезоні 2005/06 років, після чого повторив вище вказане досягнення ще двічі у своїй кар'єрі. У фіналі Кубку Греції 2005/06, де «Олімпіакос» переміг афінський АЕК з рахунком 3:0, Константіну відзначився першим голом за «Олімпіакос». Відзначився голом на останніх хвилинах у переможному (3:1, на той час встановив рахунок 2:1) поєдинку проти афінського АЕКа, а також у матчі зі своєю колишньою командою, «Панатінаїкосом», та встановив рахунок 3:1 (матч завершився з рахунком 3:2). У 2007 році з «Олімпіакосом» вдруге поспіль став чемпіоном Греції, хоча сезон був сповнений травм і невдач, він все ж зумів добре виступити в деяких важливих матчах, зокрема відзначився голом у виїзному матчі Ліги чемпіонів проти донецького «Шахтаря». У сезоні 2007/08 років отримав травми і поступився місцем в основі Дарко Ковачевичу. Це був останній сезон в «Олімпіакосі».

### «Іракліс»
Сезон 2008/09 років розпочав в грецькому «Іраклісі», де розпочав свою кар'єру грацьку кар'єру 1997 року. Провів декілька сезонів в «Іраклісі», перш ніж перейти в «Панатінаїкос» у 1997 році. Тут він провів 13 матчів, з яких відзначився трьома голами.

### «Омонія» (Нікосія)
По ходу сезону 2008/09 років повернувся на Кіпр, щоб грати за «Омонію». У сезоні 2009/10 років забив деккілька м'ячів, у тому числі в дербі проти суперників АПОЕЛа, «Анортосіса» й «Аполлона». Після того, як у своєму першому повному сезоні в 2010 році став лідером і лідером команди, Константіну допоміг «Омонії» виграти 20-й чемпіонат Кіпру, а в клубі він працював з тренером Такіса Лемоніса, який також був його тренером в «Олімпіакосі».

### «Анортосіс»
Влітку 2011 року підписав контракт з «Анортосісом» (Фамагуста).

### АЕЛ (Лімасол)
Влітку 2012 року підписав 1-річний контракт з АЕЛом (Лімасол).

### Завершення кар'єри
У січні 2014 року оголосив про завершення футбольної кар'єри.

## Кар'єра в збірній
Дебютував у футболці національної збірної Кіпру дебютував у серпні 1998 року в поєдинку проти Албанії, відзначився голом в середньому у кожній другій грі за свої перші 35 матчів. Першими двома голами відзначився 10 лютого 1999 року в поєдинку проти Сан-Марино на стадіоні Ціріон (4:0).

## Статистика виступів

### Клубна
| Сезон                              | Команда                            | Чемпіонат                          | Чемпіонат | Чемпіонат | Загалом | Загалом |
| Сезон                              | Команда                            | Чемпіонат                          | Матчі     | Голи      | Матчі   | Голи    |
| ---------------------------------- | ---------------------------------- | ---------------------------------- | --------- | --------- | ------- | ------- |
| 1993-1994                          | «Енозіс Неон Паралімні»            | A                                  | 1         | 0         | 1       | 0       |
| 1994-1995                          | «Енозіс Неон Паралімні»            | A                                  | 23        | 8         | 23      | 8       |
| 1995-1996                          | «Енозіс Неон Паралімні»            | A                                  | 19        | 6         | 19      | 6       |
| 1996-1997                          | «Енозіс Неон Паралімні»            | A                                  | 25        | 17        | 25      | 17      |
| Загалом за «Енозіс Неон Паралімні» | Загалом за «Енозіс Неон Паралімні» | Загалом за «Енозіс Неон Паралімні» | 68        | 31        | 68      | 31      |
| 1997-1998                          | «Іракліс»                          | СЛГ                                | 30        | 11        | 30      | 11      |
| 1998-1999                          | «Іракліс»                          | СЛГ                                | 31        | 9         | 31      | 9       |
| 1999-2000                          | «Іракліс»                          | СЛГ                                | 31        | 22        | 31      | 22      |
| 2000-2001                          | «Іракліс»                          | СЛГ                                | 27        | 18        | 27      | 18      |
| Загалом за «Іракліс»               | Загалом за «Іракліс»               | Загалом за «Іракліс»               | 119       | 60        | 119     | 60      |
| 2001-2002                          | «Панатінаїкос»                     | СЛГ                                | 17        | 9         | 17      | 9       |
| 2002-2003                          | «Панатінаїкос»                     | СЛГ                                | 21        | 5         | 21      | 5       |
| 2003-2004                          | «Панатінаїкос»                     | СЛГ                                | 26        | 5         | 26      | 5       |
| 2004-2005                          | «Панатінаїкос»                     | СЛГ                                | 30        | 15        | 30      | 15      |
| Загалом за «Панатінаїкос»          | Загалом за «Панатінаїкос»          | Загалом за «Панатінаїкос»          | 94        | 34        | 94      | 34      |
| 2005-2006                          | «Олімпіакос»                       | СЛГ                                | 21        | 10        | 21      | 10      |
| 2006-2007                          | «Олімпіакос»                       | СЛГ                                | 11        | 1         | 11      | 1       |
| 2007-2008                          | «Олімпіакос»                       | СЛГ                                | 10        | 0         | 10      | 0       |
| Загалом за «Олімпіакос»            | Загалом за «Олімпіакос»            | Загалом за «Олімпіакос»            | 57        | 17        | 57      | 17      |
| 2008-січ. 2009                     | «Іракліс»                          | СЛГ                                | 13        | 3         | 13      | 3       |
| січ.-лип. 2009                     | «Омонія»                           | A                                  | 12        | 6         | 12      | 6       |
| 2009-2010                          | «Омонія»                           | A                                  | 21        | 11        | 21      | 11      |
| 2010-2011                          | «Омонія»                           | A                                  | 22        | 17        | 22      | 17      |
| Загалом за «Омонії»                | Загалом за «Омонії»                | Загалом за «Омонії»                | 59        | 34        | 59      | 34      |
| 2011-2012                          | «Анортосіс»                        | A                                  | 17        | 3         | 17      | 3       |
| 2012-2013                          | АЕЛ (Лімасол)                      | A                                  | 19        | 6         | 19      | 6       |
| Усього за кар'єру                  | Усього за кар'єру                  | Усього за кар'єру                  | 446       | 188       | 446     | 188     |

### У збірній
| Дата       | Місто            | Господарі         | Результат               | Гості             | Турнір               | Голи | Примітки |
| ---------- | ---------------- | ----------------- | ----------------------- | ----------------- | -------------------- | ---- | -------- |
| 14-2-1997  | Паралімні        | Кіпр              | 2 – 0                   | Латвія            | Турнір Кіпру 1997    | -    | 46'      |
| 17-2-1997  | Паралімні        | Кіпр              | 1 – 0                   | Литва             | Турнір Кіпру 1997    | -    | 85'      |
| 19-8-1998  | Нікосія          | Кіпр              | 3 – 2                   | Албанія           | товариський матч     | -    | 64'      |
| 18-11-1998 | Серравалле       | Сан-Марино        | 0 – 1                   | Кіпр              | Відбір до ЧЄ 2008    | -    | 73'      |
| 3-2-1999   | Лімасол          | Кіпр              | 0 – 1                   | Бельгія           | товариський матч     | -    |          |
| 10-2-1999  | Строволос        | Кіпр              | 4 – 0                   | Сан-Марино        | Відбір до ЧЄ 2008    | 2    | 83'      |
| 28-3-1999  | Рамат-Ган        | Ізраїль           | 3 – 0                   | Кіпр              | Відбір до ЧЄ 2000    | -    | 66'      |
| 18-8-1999  | Лімасол          | Кіпр              | 2 – 2                   | Румунія           | товариський матч     | -    | 46'      |
| 5-9-1999   | Лімасол          | Кіпр              | 3 – 2                   | Ізраїль           | Відбір до ЧЄ 2000    | -    | 71'      |
| 2-2-2000   | Паралімні        | Кіпр              | 2 – 1                   | Литва             | Турнір Кіпру 2000    | 2    | 85'      |
| 4-2-2000   | Строволос        | Кіпр              | 3 – 2 д.ч.              | Вірменія          | Турнір Кіпру 2000    | -    | 46'      |
| 6-2-2000   | Строволос        | Кіпр              | 3 – 2 д.ч.              | Румунія           | Турнір Кіпру 2000    | -    | 46'      |
| 22-3-2000  | Строволос        | Кіпр              | 0 – 0                   | Іран              | товариський матч     | -    | 57'      |
| 26-4-2000  | Констанца        | Румунія           | 2 – 0                   | Кіпр              | товариський матч     | -    | 65'      |
| 15-8-2000  | Тирана           | Албанія           | 0 – 0                   | Кіпр              | товариський матч     | -    |          |
| 2-9-2000   | Андорра-ла-Велья | Андорра           | 2 – 3                   | Кіпр              | Відбір до ЧС 2002    | 2    |          |
| 15-11-2000 | Лімасол          | Кіпр              | 5 – 0                   | Андорра           | Відбір до ЧС 2002    | -    | 46'      |
| 28-2-2001  | Ларнака          | Кіпр              | 4 – 3 д.ч.              | Україна           | Torneo di Cipro 2001 | -    | 46'      |
| 24-3-2001  | Строволос        | Кіпр              | 0 – 4                   | Ірландія          | Відбір до ЧС 2002    | -    |          |
| 28-3-2001  | Лімасол          | Кіпр              | 2 – 2                   | Естонія           | Відбір до ЧС 2002    | 1    | 22'      |
| 25-4-2001  | Ейндговен        | Нідерланди        | 4 – 0                   | Кіпр              | Відбір до ЧС 2002    | -    |          |
| 6-6-2001   | Лісабон          | Португалія        | 6 – 0                   | Кіпр              | Відбір до ЧС 2002    | -    |          |
| 15-8-2001  | Таллінн          | Естонія           | 2 – 2                   | Кіпр              | Відбір до ЧС 2002    | 2    |          |
| 5-9-2001   | Ларнака          | Кіпр              | 1 – 3                   | Португалія        | Відбір до ЧС 2002    | 1    |          |
| 14-11-2001 | Афіни            | Греція            | 1 – 2                   | Кіпр              | товариський матч     | -    |          |
| 12-2-2002  | Нікосія          | Кіпр              | 1 – 1 д.ч. (4 – 2 п.п.) | Швейцарія         | Турнір Кіпру 2002    | 1    | 82'      |
| 13-2-2002  | Нікосія          | Кіпр              | 3 – 4                   | Чехія             | Турнір Кіпру 2002    | 1    | 58'      |
| 20-11-2002 | Строволос        | Кіпр              | 2 – 1                   | Мальта            | Відбір до ЧЄ 2004    | -    | 66'      |
| 29-1-2003  | Ларнака          | Кіпр              | 1 – 2                   | Греція            | товариський матч     | 1    | 63'      |
| 12-2-2003  | Лімасол          | Кіпр              | 0 – 1                   | Росія             | Турнір Кіпру 2003    | -    |          |
| 29-3-2003  | Лімасол          | Кіпр              | 1 – 1                   | Ізраїль           | Відбір до ЧЄ 2004    | -    |          |
| 2-4-2003   | Любляна          | Словенія          | 4 – 1                   | Кіпр              | Відбір до ЧЄ 2004    | 1    |          |
| 30-4-2003  | Палермо          | Ізраїль           | 2 – 0                   | Кіпр              | Відбір до ЧЄ 2004    | -    |          |
| 7-6-2003   | Та-Калі          | Мальта            | 1 – 2                   | Кіпр              | Відбір до ЧЄ 2004    | 2    | 74'      |
| 6-9-2003   | Сен-Дені         | Франція           | 5 – 0                   | Кіпр              | Відбір до ЧЄ 2004    | -    | 67'      |
| 18-8-2004  | Лімасол          | Кіпр              | 2 – 1                   | Албанія           | товариський матч     | 2    | 82'      |
| 4-9-2004   | Дублін           | Ірландія          | 3 – 0                   | Кіпр              | Відбір до ЧС 2006    | -    | 39'      |
| 8-9-2004   | Рамат-Ган        | Ізраїль           | 2 – 1                   | Кіпр              | Відбір до ЧС 2006    | 1    |          |
| 9-10-2004  | Строволос        | Кіпр              | 2 – 2                   | Фарерські острови | Відбір до ЧС 2006    | 1    |          |
| 13-10-2004 | Строволос        | Кіпр              | 0 – 2                   | Франція           | Відбір до ЧС 2006    | -    |          |
| 17-11-2004 | Строволос        | Кіпр              | 1 – 2                   | Ізраїль           | Відбір до ЧС 2006    | -    |          |
| 8-2-2005   | Лімасол          | Кіпр              | 1 – 1 д.ч. (5 – 4 п.п.) | Австрія           | Турнір Кіпру 2005    | -    | 64'      |
| 9-2-2005   | Строволос        | Кіпр              | 1 – 2                   | Фінляндія         | Турнір Кіпру 2005    | -    | 55'      |
| 26-3-2005  | Ларнака          | Кіпр              | 2 – 1                   | Йорданія          | товариський матч     | -    | 58'      |
| 30-3-2005  | Цюрих            | Швейцарія         | 1 – 0                   | Кіпр              | Відбір до ЧС 2006    | -    |          |
| 17-8-2005  | Тофтір           | Фарерські острови | 0 – 3                   | Кіпр              | Відбір до ЧС 2006    | 2    | 36' 86'  |
| 7-9-2005   | Строволос        | Кіпр              | 1 – 3                   | Швейцарія         | Відбір до ЧС 2006    | -    |          |
| 8-10-2005  | Строволос        | Кіпр              | 0 – 1                   | Ірландія          | Відбір до ЧС 2006    | -    |          |
| 28-2-2006  | Ларнака          | Кіпр              | 0 – 1                   | Словенія          | Турнір Кіпру 2006    | -    | 55'      |
| 1-3-2006   | Лімасол          | Кіпр              | 2 – 0                   | Вірменія          | Турнір Кіпру 2006    | -    | 81'      |
| 7-10-2006  | Строволос        | Кіпр              | 5 – 2                   | Ірландія          | Відбір до ЧЄ 2008    | 2    | 36'      |
| 11-10-2006 | Кардіфф          | Уельс             | 3 – 1                   | Кіпр              | Відбір до ЧЄ 2008    | -    |          |
| 15-11-2006 | Строволос        | Кіпр              | 1 – 1                   | Німеччина         | Відбір до ЧЄ 2008    | -    |          |
| 7-2-2007   | Строволос        | Кіпр              | 0 – 3                   | Болгарія          | Турнір Кіпру 2007    | -    |          |
| 22-8-2007  | Серравалле       | Сан-Марино        | 0 – 1                   | Кіпр              | Відбір до ЧЄ 2008    | -    |          |
| 8-9-2007   | Ахна             | Кіпр              | 3 – 1                   | Вірменія          | товариський матч     | 1    | 85'      |
| 12-9-2007  | Строволос        | Кіпр              | 3 – 0                   | Сан-Марино        | Відбір до ЧЄ 2008    | -    |          |
| 17-11-2007 | Ганновер         | Німеччина         | 4 – 0                   | Кіпр              | Відбір до ЧЄ 2008    | -    | 69'      |
| 21-11-2007 | Строволос        | Кіпр              | 0 – 2                   | Чехія             | Відбір до ЧЄ 2008    | -    |          |
| 19-5-2008  | Патри            | Греція            | 2 – 0                   | Кіпр              | товариський матч     | -    | Кап. 65' |
| 20-8-2008  | Базель           | Швейцарія         | 4 – 1                   | Кіпр              | товариський матч     | -    | Кап. 51' |
| 6-9-2008   | Ларнака          | Кіпр              | 1 – 2                   | Італія            | Відбір до ЧС 2010    | -    | 63'      |
| 11-10-2008 | Тбілісі          | Грузія            | 1 – 1                   | Кіпр              | Відбір до ЧС 2010    | 1    |          |
| 15-10-2008 | Дублін           | Ірландія          | 1 – 0                   | Кіпр              | Відбір до ЧС 2010    | -    | 79'      |
| 19-11-2008 | Строволос        | Кіпр              | 2 – 1                   | Білорусь          | товариський матч     | -    | 61'      |
| 28-3-2009  | Ларнака          | Кіпр              | 2 – 1                   | Грузія            | Відбір до ЧС 2010    | 1    | Кап.     |
| 1-4-2009   | Софія            | Болгарія          | 2 – 0                   | Кіпр              | Відбір до ЧС 2010    | -    | Кап. 18' |
| 30-5-2009  | Ларнака          | Кіпр              | 0 – 1                   | Канада            | Відбір до ЧС 2010    | -    | 57'      |
| 6-6-2009   | Ларнака          | Кіпр              | 2 – 2                   | Чорногорія        | Відбір до ЧС 2010    | 1    | 8'       |
| 12-8-2009  | Тирана           | Албанія           | 6 – 1                   | Кіпр              | товариський матч     | -    | 46'      |
| 5-9-2009   | Нікосія          | Кіпр              | 1 – 2                   | Ірландія          | Відбір до ЧС 2010    | -    | 73'      |
| 10-10-2009 | Ларнака          | Кіпр              | 4 – 1                   | Болгарія          | Відбір до ЧС 2010    | 1    | 90'      |
| 14-10-2009 | Парма            | Італія            | 3 – 2                   | Кіпр              | Відбір до ЧС 2010    | -    | 74'      |
| 11-8-2010  | Ларнака          | Кіпр              | 1 – 0                   | Андорра           | товариський матч     | 1    |          |
| 3-9-2010   | Гімарайнш        | Португалія        | 4 – 4                   | Кіпр              | Відбір до ЧЄ 2012    | 1    | Кап.     |
| 8-10-2010  | Ларнака          | Кіпр              | 1 – 2                   | Норвегія          | Відбір до ЧЄ 2012    | -    |          |
| 12-10-2010 | Копенгаген       | Данія             | 2 – 0                   | Кіпр              | Відбір до ЧЄ 2012    | -    |          |
| 16-11-2010 | Амман            | Йорданія          | 0 – 0                   | Кіпр              | товариський матч     | -    | 58'      |
| 9-2-2011   | Паралімні        | Кіпр              | 1 – 1 д.ч. (4 – 5 п.п.) | Румунія           | Турнір Кіпру 2011    | 1    | Кап. 35' |
| 7-10-2011  | Строволос        | Кіпр              | 1 – 4                   | Данія             | Відбір до ЧЄ 2012    | -    | Кап. 62' |
| 15-8-2012  | Софія            | Болгарія          | 1 – 0                   | Кіпр              | Відбір до ЧЄ 2012    | -    | 56'      |
| 7-9-2012   | Тирана           | Албанія           | 3 – 1                   | Кіпр              | Відбір до ЧС 2014    | -    | Кап. 76' |
| 11-9-2012  | Ларнака          | Кіпр              | 1 – 0                   | Ісландія          | Відбір до ЧС 2014    | -    | Кап. 66' |
| 12-10-2012 | Марибор          | Словенія          | 2 – 1                   | Кіпр              | Відбір до ЧС 2014    | -    | Кап. 64' |
| Усього     |                  | Матчів (4 місце)  | 84                      |                   | Голів (1 місце)      | 32   |          |

## Досягнення

### Клубні
«Панатінаїкос»
- Суперліга Греції
  -  Чемпіон (1): 2003/04

- Кубок Греції
  -  Володар (1): 2003/04

«Олімпіакос»
- Суперліга Греції
  -  Чемпіон (3): 2005/06, 2006/07, 2007/08

- Кубок Греції
  -  Володар (2): 2005/06, 2007/08

- Суперкубок Греції
  -  Володар (1): 2007

«Омонія»
- Перший дивізіон Кіпру
  -  Чемпіон (1): 2009/10

- Кубок Кіпру
  -  Володар (1): 2010/11

- Суперкубок Кіпру
  -  Володар (1): 2010

### Індивідуальні
- Найкращий бомбардир Першого дивізіону Кіпру (1): 1996/97

- MVP Кубку Греції (2): 2003/04, 2005/06